# Koby
Koby (Reduncini) – plemię ssaków z podrodziny antylop (Antilopinae) w obrębie rodziny wołowatych (Bovidae).

## Rozmieszczenie geograficzne
Plemię obejmuje gatunki występujące w Afryce; od późnego miocenu do plejstocenu przedstawiciele plemienia występowali też na obszarze dzisiejszych Indii i Pakistanu.

## Charakterystyka
Zasiedlają tereny podmokłe. Występujące wyłącznie u samców rogi charakteryzują się licznymi, poprzecznymi zgrubieniami. Samice mają dwie pary sutków.

## Podział systematyczny
Do plemienia należą następujące występujące współcześnie rodzaje: 
- Redunca C.H. Smith, 1827 – ridbok
- Kobus A. Smith, 1840
- Pelea J.E. Gray, 1851 – pelea – jedynym przedstawicielem jest Pelea capreolus (J.R. Forster, 1790) – pelea sarnia

Opisano również rodzaje wymarłe:
- Dorcadoxa Pilgrim, 1939[19] – jedynym przedstawicielem był Dorcadoxa porrecticornis (Lydekker, 1878)
- Kobikeryx Pilgrim, 1939[20] – jedynym przedstawicielem był Kobikeryx atavus Pilgrim, 1939
- Menelikia Arambourg, 1941[21]
- Sivacobus Pilgrim, 1939[22]
- Thaleroceros Reck, 1935[23] – jedynym przedstawicielem był Thaleroceros radiciformis Reck, 1935
- Zephyreduncinus Vrba & Haile-Selassie, 2006[24] – jedynym przedstawicielem był Zephyreduncinus oundagaisus Vrba & Haile-Selassie, 2006